# Star Trek VI: The Undiscovered Country
Star Trek VI: The Undiscovered Country (Brasil: Jornada nas Estrelas VI: A Terra Desconhecida / Portugal: Star Trek VI: O Continente Desconhecido) é um filme norte-americano de ficção científica lançado em 1991 dirigido por Nicholas Meyer, escrito por Meyer e Denny Martin Flinn e produzido por Ralph Winter e Steven-Charles Jaffe. É o sexto longa-metragem da franquia Star Trek e o último estrelado pelo elenco original da série de televisão da década de 1960. Na história, o Império Klingon, após a destruição de seu satélite natural Praxis, procura a paz com seu duradouro adversário, a Federação dos Planetas Unidos, enquanto a tripulação da USS Enterprise-A precisa desvendar uma conspiração militarista que ameaça o acordo de paz.
The Undiscovered Country originalmente foi pensado como um prelúdio da série original, com atores jovens interpretando a tripulação da Enterprise enquanto cursam a Academia da Frota Estelar, porém a ideia acabou descartada devido à reação negativa do elenco original e dos fãs. Os produtores em vez disso foram encarregados de lançar um novo filme para o vigésimo quinto aniversário de Star Trek, com Meyer escrevendo um roteiro ao lado de Flinn baseados em uma sugestão dada por Nimoy sobre o que aconteceria se "o Muro caísse no espaço", abordando temas contemporâneos como o fim da Guerra Fria.
As filmagens ocorreram entre abril e setembro de 1991. O orçamento da produção foi menor do que o antecipado devido ao fracasso crítico e comercial de Star Trek V: The Final Frontier. Muitas cenas acabaram filmadas ao redor do Hollywood devido a falta de espaço nos estúdios da Paramount Pictures. Meyer e o diretor de fotografia Hiro Narita queriam um clima mais sombrio e dramático, sutilmente alterando os cenários originalmente usados para a série de televisão Star Trek: The Next Generation. O produtor Steven-Charles Jaffe liderou a segunda unidade que filmou em glaciais do Alasca que serviram como cenário para a prisão klingon. Cliff Eidelman compôs a trilha sonora, que intencionalmente foi mais sombria que nos filmes anteriores da franquia.
O filme foi lançado na América do Norte em 6 de dezembro de 1991. The Undiscovered Country recebeu críticas positivas, com publicações elogiando as atuações e as referências e paralelos ao mundo real. O longa teve um bom desempenho nas bilheterias, conseguindo o maior fim de semana de estreia da franquia até então e arrecadando no total mais de 96 milhões de dólares mundialmente. Recebeu duas indicações ao Oscar nas categorias de Melhor Maquiagem e Melhor Edição de Efeitos Sonoros, sendo até hoje o único longa de Star Trek a vencer o Prêmio Saturno de Filme de Ficção Científica. Edições especiais de The Undiscovered Country foram lançadas em DVD e Blu-ray, com Meyer fazendo pequenos ajustes.

## Enredo
O satélite natural klingon Praxis explode repentinamente, com a nave estelar USS Excelsior do capitão Hikaru Sulu sendo pega na onda de choque. A perda de sua principal instalação energética e destruição da ozonosfera do planeta Kronos faz o Império Klingon entrar em colapso. Eles procuram a paz com a Federação dos Planetas Unidos por não serem mais capazes de manter hostilidade. A Frota Estelar aceita a proposta com medo dos klingons assumirem uma posição mais beligerante, enviando a nave estelar USS Enterprise-A a fim de encontrar-se com o chanceler Gorkon e escoltá-lo para negociações na Terra. O capitão James T. Kirk se opõe às negociações e fica ressentido sobre sua missão, particularmente por seu filho David ter sido morto pelos klingons anos antes.
A Enterprise se encontra com a Kronos One de Gorkon e as duas tripulações tem um jantar tenso a bordo da primeira nave. Na mesma noite, a Enterprise aparentemente dispara dois torpedos fotônicos contra os klingons, desabilitando a gravidade artificial da Kronos One. Dois tripulantes com trajes da Frota Estelar teletransportam-se para a nave klingon e ferem Gorkon seriamente. Kirk se rende a fim de evitar uma luta, indo para a Kronos One junto com o doutor Leonard McCoy para tentar em vão salvar o chanceler. O general Chang, chefe de estado klingon, prende Kirk e McCoy e os acusa de assassinato. Os dois são considerados culpados e sentenciados a prisão perpétua no asteroide penal de Rura Penthe. Azetbur, filha de Gorkon, torna-se a nova chanceler e continua as negociações diplomáticas com a Federação; a conferência é transferida para um local seguro por motivos de segurança. O presidente da Federação recusa-se a arriscar uma guerra contra os klingons para salvar Kirk e McCoy, enquanto Azetbur recusa-se a invadir o espaço da Federação; ela afirma que apenas os dois oficiais pagarão pela morte de seu pai.
Kirk e McCoy ficam amigos da metamorfa Martia em Rura Penthe; ela se oferece para ajudá-los escapar, porém a fuga se revela ser um estratagema para que a morte dos dois pareça acidental. A Enterprise resgata Kirk e McCoy pouco antes do diretor da prisão revelar quem entregou os dois aos klingons. A tripulação fica convencida que não foi sua nave quem disparou os torpedos contra a Kronos One, porém tem certeza que os assassinos de Gorkon ainda estão a bordo. Esses são encontrados mortos, com Kirk e Spock enganando o cúmplice em acreditar que os assassinos ainda estão vivos. A culpada revela-se ser Valeris, a protegida de Spock. Este realiza um elo mental forçado na primeira e descobre que um grupo de oficiais klingons, romulanos e da Federação estão conspirando para sabotar as negociações, temendo as mudanças que a paz pode trazer, com Chang sendo um dos conspiradores. Os torpedos que atingiram a Kronos One vieram de uma Ave de Rapina protótipo que pode disparar camuflada.
A Enterprise contata a Excelsior, que contraria ordens e informa que a conferência está sendo realizada em Campo Khitomer. Ambas as naves viajam para o local, porém a Ave de Rapina da Chang inflige grandes danos contra as duas. Spock e McCoy modificam um torpedo fotônico para caçar as emissões de plasma da nave klingon. O impacto do torpedo revela a posição de Chang, com a Enterprise e Excelsior conseguindo destruir a Ave de Rapina. As duas tripulações teletransportam-se para a conferência e conseguem impedir um atentando contra a vida do presidente da Federação, com Kirk pedindo para que o processo de paz continue. Tendo salvado as negociações, a Enterprise é ordenada de volta para a Terra a fim de ser descomissionada, porém sua tripulação decide dar uma última volta com ela antes de retornarem.

## Elenco

Elenco de The Undiscovered Country. Esquerda para a direita: Koenig, Takei, Kelley, Nichols, Shatner, Doohan e Nimoy.

- William Shatner como James T. Kirk, o oficial comandante da USS Enterprise-A. Shatner achou que a história do filme era bem dramática, porém sentiu que o roteiro fez seu personagem parecer muito preconceituoso.[4]
- Leonard Nimoy como Spock, o oficial de ciências da Enterprise. Além de receber crédito pela história do filme, pela primeira vez na franquia o ator também atuou como produtor executivo do filme.[5]
- DeForest Kelley como Leonard McCoy, o oficial médico chefe da Enterprise. A aparição de Kelley em The Undiscovered Country seria sua última antes da aposentadoria. O ator recebeu um salário de um milhão de dólares, garantindo a Kelley uma aposentadoria confortável. Ele e Shatner passaram entre seis e oito noites gravando suas cenas da prisão de Rura Penthe, com os dois se conhecendo melhor do que jamais tinham anteriormente.[5]
- James Doohan como Montgomery Scott, o engenheiro chefe da Enterprise.[6]
- Walter Koenig como Pavel Chekov, o navegador e oficial de segurança da Enterprise.[6]
- Nichelle Nichols como Uhura, a oficial de comunicações da Enterprise. A personagem supostamente daria um discuso dramático em klingon durante o filme, porém no meio da produção a ideia foi abandonada e a cena em que Uhura fala um klingon sofrível cercada por livros foi adicionada para dar mais humor. Nichols protestou contra a cena, perguntando-se o motivo de ainda existirem livros no século XXIII, mas aceitou as mudanças já que este seria seu último filme de Star Trek. A atriz também ficou incomodada com algumas das conotações raciais dos diálogos, recusando-se a dizer a fala "Adivinhem quem vem para o jantar" quando os klingons chegam na Enterprise; em vez dela, a fala foi entregue para Chekov.[7]
- George Takei como Hikaru Sulu, o capitão da USS Excelsior e ex-piloto da Enterprise.[6]
- Kim Cattrall como Valeris, a pilota da Enterprise e protegida de Spock. A personagem de Saavik, que apareceu em três filmes da franquia, originalmente seria a traidora, porém o criador da série Gene Roddenberry foi contra transformar em vilã uma personagem amada pelos fãs. Cattrall não queria ser a terceira atriz a interpretar Saavik (para qual ela anteriormente já havia feito teste), porém aceitou participar quando o papel tornou-se uma personagem diferente.[8] A atriz escolheu o elemento Éris do nome, a deusa grega da discórdia, que foi vulcanizado com a adição do "Val" à pedido do diretor Nicholas Meyer.[9] A revista Cinefantastique relatou que durante as filmagens, Cattrall supostamente participou de um ensaio fotográfico na ponte da Enterprise usando apenas suas orelhas vulcanas. A história dizia que Nimoydestruiu todas as fotos e negativos ao saber da sessão não-autorizada, temendo que a franquia poderia ser danificada caso as imagens fossem publicadas.[10]
- Christopher Plummer como General Chang, o chefe de estado klingon. Shatner e Plummer já tinha atuado juntos em vários produções em Montreal, Canadá.[11] Meyer escreveu o personagem com o ator em mente, porém este ficou inicialmente relutante em aceitar.[4] Plummer pediu que seu personagem tivesse um visual mais humano com uma maquiagem klingon menos pesada e uma cabeça careca.[12]
- David Warner como Gorkon, o chanceler do Império Klingon. O papel inicialmente foi oferecido a Jack Palance.[13] Warner anteriormente já tinha trabalhado com Meyer no filme Time After Time e aparecido como um humano em Star Trek V: The Final Frontier.[8] A maquiagem do ator foi feita para se parecer com Abraham Lincoln,[12] um meio de humanizar o líder alienígena.[14] Uma enorme lâmpada explodiu durante as filmagens da cena da morte de Gorkon, com os estilhaços caindo sobre Warner e Kelley; um grande caco quase acertou a cabeça do primeiro, com o segundo estando certo que o ator teria morrido.[15]
- Rosanna DeSoto como Azetbur, a filha de Gorkon. Assim como Plummer, DeSoto pediu uma maquiagem com menos rugas na testa.[16]
- Iman como Martia, uma alienígena metamorfa presa em Rura Penthe. O roteirista Denny Martin Flinn originalmente pensou em uma pirata espacial ao desenvolver a personagem, descrevendo sua ideia como o "lado sombrio de Han Solo". Flinn imaginou uma atriz como Sigourney Weaver para o papel, que era "tão diferente quanto dia e noite" de Iman.[17] Meyer descreveu Martia como a "mulher dos sonhos de Kirk", com os maquiadores decidindo reforçar a aparência de pássaro da personagem adicionando penas depois de descobrirem que Iman havia sido escalada para o papel.[18]
- Brock Peters como Cartwright, um almirante da Frota Estelar que se opõe veementemente ao acordo de paz com os klingons. Peters anteriormente já tinha interpretado o personagem em Star Trek IV: The Voyage Home. Meyer escolheu o ator para The Undiscovered Country devido sua atuação no filme To Kill a Mockingbird. O diretor achou que o discurso vitriólico de Cartwright seria particularmente significativo e arrepiante  vindo da boca de uma minoria reconhecida. Peters ficou tão repugnado pelo conteúdo da fala que foi incapaz de realizar o discurso em apenas uma tomada.[4]

Outros papéis incluem Mark Lenard como Sarek, John Schuck como o embaixador klingon, Darryl Henriques como o embaixador romulano, Kurtwood Smith como o presidente da Federação, Michael Dorn como coronel Worf e René Auberjonois como coronel West. Meyer era amigo de Auberjonois e lhe ofereceu a chance de fazer uma pequena ponta no longa meses antes das filmagens. Sua participação foi cortada da versão teatral do filme, porém foi restaurada na versão de DVD.
The Undiscovered Country foi a última aparição dos atores principais da série de televisão original como grupo. A diretora de elenco Mary Jo Slater encheu o filme com o maior número possível de estrelas que o filme podia permitir, incluindo uma rápida ponta de seu filho Christian Slater como um oficial da Excelsior; a revista Cinefantastique considerou esta aparição como uma tentativa de atrair um público mais jovem ao cinema. Meyer estava interessado em escalar atores que poderiam transmitir e articular sentimentos, mesmo dentro de uma maquiagem alienígena. O produtor Ralph Winter afirmou que "Nós não estávamos procurando alguém para dizer 'Certo, eu faço', mas pessoas que estavam animadas com o material [...] e o tratariam como o maior filme já feito".

## Produção

### Desenvolvimento
Star Trek V: The Final Frontier, o filme anterior da série, foi um fracasso comercial e de crítica; o elenco e a equipe temeram que a franquia Star Trek seria incapaz de recuperar-se do golpe. Com o aniversário de 25 anos da série de televisão original em 1991 aproximando-se, o produtor Harve Bennett decidiu revisitar uma ideia proposta pelo produtor executivo Ralph Winter durante a produção de Star Trek IV: The Voyage Home: uma prequela mostrando versões jovens da tripulação cursando a Academia da Frota Estelar. A história foi pensada como um modo de manter os personagens, senão os atores, em algo que foi chamado de "Top Gun no espaço sideral". Bennett e David Loughery, o roteirista de The Final Frontier, escreveram um roteiro chamado The Academy Years, em que Leonard McCoy contaria para um grupo de formandos da Academia como ele havia conhecido James T. Kirk e Spock. O enredo mostraria o crescimento de Kirk e Spock, seu encontro com McCoy e Montgomery Scott na Academia e a derrota de um vilão antes dos personagens partirem em caminhos separados. O roteiro se passava no "esclarecimento" da Federação dos Planetas Unidos, quando racismo e escravidão ainda eram comuns, com Spock sendo intimidado por ser o único estudante vulcano. A enfermeira Christine Chapel também faria uma rápida aparição durante o clímax.
O ator James Doohan afirmou que Frank Mancuso Sr., chefe da Paramount Pictures, despediu Bennett depois da reação negativa do elenco, do criador da franquia Gene Roddenberry e dos fãs à ideia de The Academy Years. O produtor afirmou que o estúdio rejeitou o roteiro e decidiu que era hora dele deixar a franquia após uma nova versão ter sido escrita que incluía William Shatner e Leonard Nimoy. Bennett comentou: "Meu contrato tinha acabado. Me ofereceram US$ 1,5 milhão para fazer Star Trek VI e eu disse 'Obrigado, eu não quero fazer isso. Eu quero fazer a Academia'". O ator Walter Koenig abordou Mancuso com as linhas gerais de um novo roteiro com o codinome "In Flanders Fields", que tinha os romulanos entrando na Federação e indo para a guerra contra os klingons. A tripulação da USS Enterprise-A, menos Spock, seria forçada a se aposentar por falharem em testes de físicos. Spock e sua nova tripulação seriam capturados por monstros alienígenas semelhantes a minhocas (que Koenig descreveu como "as coisas de onde os monstros de Alien evoluíram"), com a antiga tripulação precisando resgatá-los. No final, todos os personagens menos Spock e McCoy morreriam.
Mancuso pediu para Nimoy conceber a ideia de um novo filme que servisse como uma espécie decanção do cisne para o elenco original. O ator e os roteiristas Mark Rosenthal e Lawrence Konner reuniram-se e sugeriram um encontro entre Kirk e o capitão Jean-Luc Picard, porém os produtores da série Star Trek: The Next Generation recusaram-se a encerrar seu programa. Nicholas Meyer, que havia dirigido Star Trek II: The Wrath of Khan e co-escrito The Voyage Home, foi abordado sobre uma possível ideia para o sexto filme, porém não tinha nenhuma no momento. Winter foi trazido para o projeto como produtor principal pouco depois da saída de Bennett, recebendo da Paramount a ordem de produzir um longa não muito caro com o objetivo de comemorar o aniversário de 25 anos da franquia.
Nimoy visitou a casa de Meyer e sugeriu: "[E se] o Muro caísse no espaço sideral? Sabe, os Klingons sempre foram nossos substitutos para os Russos..." Meyer comentou que respondeu dizendo "'Ah, espere um minuto! Certo, nós começamos com um Chernobil intergaláctico! Grande explosão! Não temos mais Império Klingon!...' E eu apenas joguei toda a história!" O enredo deliberadamente incluía referências ao clima político contemporâneo; o personagem de Gorkon foi baseado em Mikhail Gorbachev, enquanto a história do assassinato foi ideia de Meyer. Ele achou plausível que um líder klingon que ficasse amigável para com o inimigo fosse morto como pacificadores semelhantes na história da humanidade: Anwar Al Sadat, Mahatma Gandhi e Abraham Lincoln. A contratação de Meyer não apenas era beneficial pois este conhecia o material e podia escrever rapidamente, mas também porque caso ele assumisse a posição de diretor isto iria impedir qualquer amargura por parte de Shatner, cuja ira seria despertada se Nimoy retornasse para dirigir seu terceiro filme depois de Star Trek III: The Search for Spock e The Voyage Home. Meyer afirmou que não tinha passado por sua cabeça que iria dirigir o filme quando começou a trabalhar no roteiro. Sua esposa foi a primeira pessoa a sugerir que ele deveria ser o diretor também.

### Roteiro

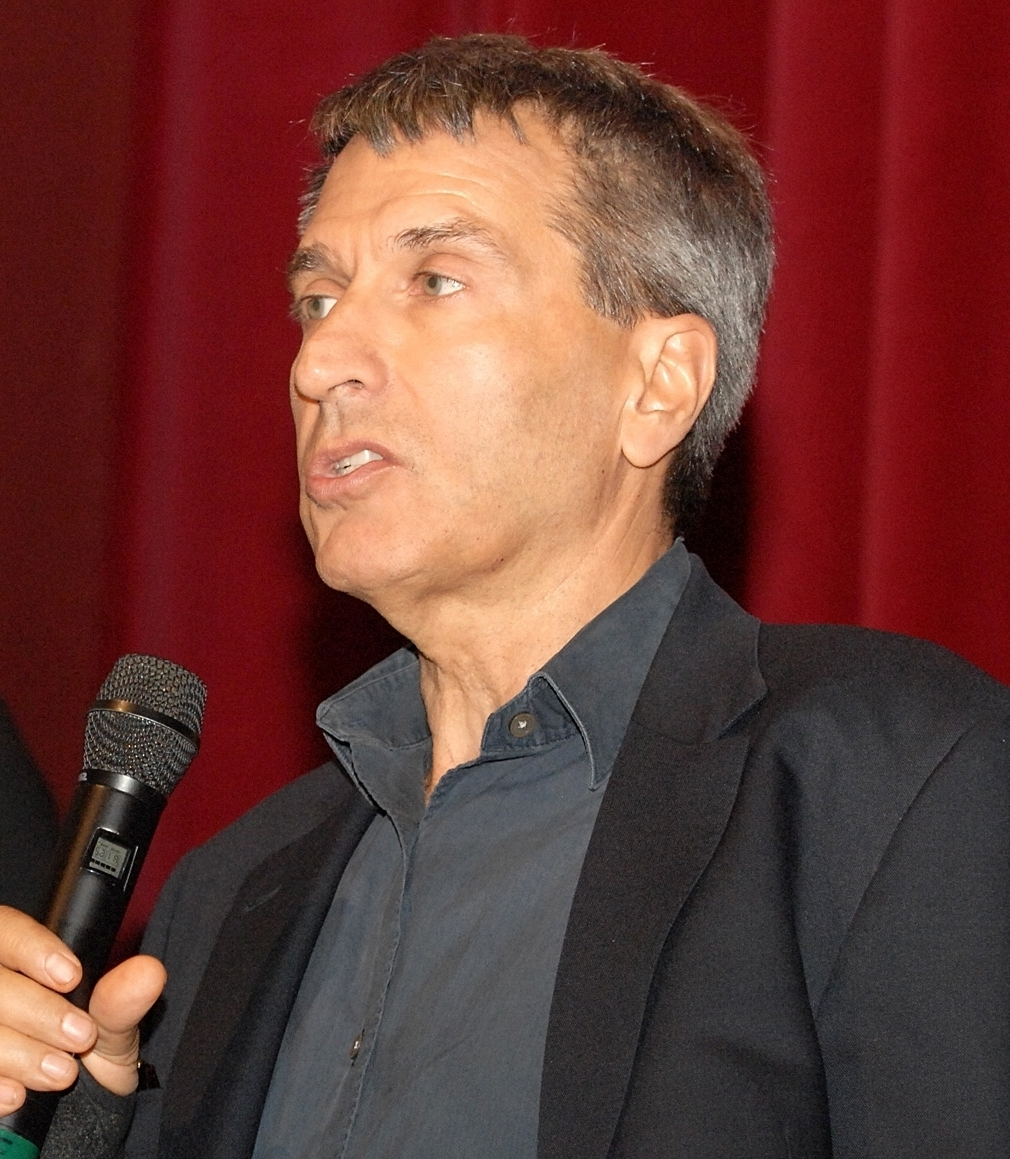
Nicholas Meyer co-escreveu o roteiro junto com Denny Martin Flinn por meio de e-mails.

Meyer e seu amigo Denny Martin Flinn escreveram o roteiro por e-mail; Meyer vivia na Europa enquanto Flinn morava em Los Angeles. Flinn escreveria durante o dia e então enviaria um rascunho para Meyer, que fazia revisões. O roteiro mudou constantemente devido a exigências não apenas do elenco principal, mas também dos atores coadjuvantes. Flinn tinha consciência que este seria o último filme estrelado pelo elenco original da série de televisão, dessa forma escrevendo um início que abraçava a ideia da passagem de tempo. O conceito era que cada membro da tripulação seria retirado de uma aposentadoria infeliz para realizarem uma última missão. O roteirista comentou: "as cenas demonstravam quem eram e o que eles faziam quando não estavam na Enterprise. [...] Eu adicionei alguma humanidade para os personagens". Spock interpretaria Polônio em uma versão vulcana de Hamlet enquanto Hikaru Sulu dirigiria um táxi pelas ruas de uma metrópole nos primeiros rascunhos do roteiro. Uma versão revisada tinha o capitão Sulu tirando seus amigos da aposentadoria: o paradeiro de Spock seria secreto; Kirk estaria casado com Carol Marcus, a mãe de seu falecido filho David, levando uma vida comum até um enviado especial chegar em sua casa; McCoy estaria bêbado em um jantar médico; Scott ensinaria engenharia enquanto a Ave de Rapina de The Voyage Home seria tirada da Baía de São Francisco ao fundo; Uhura estaria apresentando um programa de rádio e ficaria feliz em ir embora; enquanto Pavel Chekov estaria jogando xadrez em um clube. Essa abertura foi rejeitada por ser muito cara, com Flinn comentando que as locações exóticas teriam aumentado o orçamento para cinquenta milhões de dólares. Apesar dos roteiristas terem tentando manter a abertura original, a Paramount ameaçou cancelar a pré-produção caso alguns milhões de dólares não fossem cortados do orçamento.
O roteiro foi finalizado em outubro de 1990, cinco meses depois de Nimoy ter sido abordado para escrever a história. Vários meses foram passados trabalhando no orçamento; a Paramount queria manter aproximadamente o mesmo orçamento que The Final Frontier devido ao fracasso comercial deste, porém o roteiro continha batalhas espaciais e novos alienígenas. Os salários de Shatner, Nimoy e Kelley foram reduzidos sob o acordo de que eles receberiam parcelas das rendas de bilheteria. Meyer estimou que quase dois meses foram gastos lutando com o estúdio por dinheiro: "Até certo ponto, quase todas as áreas da produção foram afetadas por cortes – porém o roteiro foi a única coisa que não tornou-se uma baixa". O orçamento original ficava em torno de 41 milhões de dólares. Apesar de não ser um valor alto para uma produção de Hollywood, ele teria apresentado um risco por causa do público de nicho de Star Trek e a tradicional baixa arrecadação internacional da franquia. O orçamento final ficou em 27 milhões.
Gene Roddenberry, o criador de Star Trek, ainda exercia alguma influência apesar de sua saúde ruim e odiou o roteiro. O primeiro encontro entre Meyer e Roddenberry fez com que o primeiro saísse da sala furioso depois de apenas cinco minutos. O roteiro tinha fortes conotações militaristas assim como The Wrath of Khan, com um tema naval estando presente no todo decorrer da história. Os personagens eram mostrados como intolerantes e falhos, longe da visão idealizada que Roddenberry tinha do futuro; Meyer acreditava que não existiam evidências para provar que a intolerância desaparecia até o século XXIII. O criador também protestou contra a vilanização da personagem de Saavik, algo que o diretor respondeu dizendo "Eu criei Saavik. Ela não era de Gene. Se ele não gosta do que eu planejo fazer com ela, talvez ele devesse devolver o dinheiro que fez com os meus filmes. Talvez ai eu me importe com o que ele tem a dizer". Um grupo de pessoas que incluíam Meyer, Roddenberry e Winter discutiram um rascunho revisado após o problemático primeiro encontro. Rodddenberry expressou sua desaprovação de elementos do roteiro linha por linha, com ele e Meyer discutindo sobre elas enquanto Winter fazia anotações. O tom da reunião foi de forma geral conciliatório, porém os produtores acabaram ignorando muitas das preocupações de Roddenberry. O filme foi colocado oficialmente em pré-produção no dia 13 de fevereiro de 1991 com o acordo de que ele estaria nos cinemas até o final do ano.

### Arte

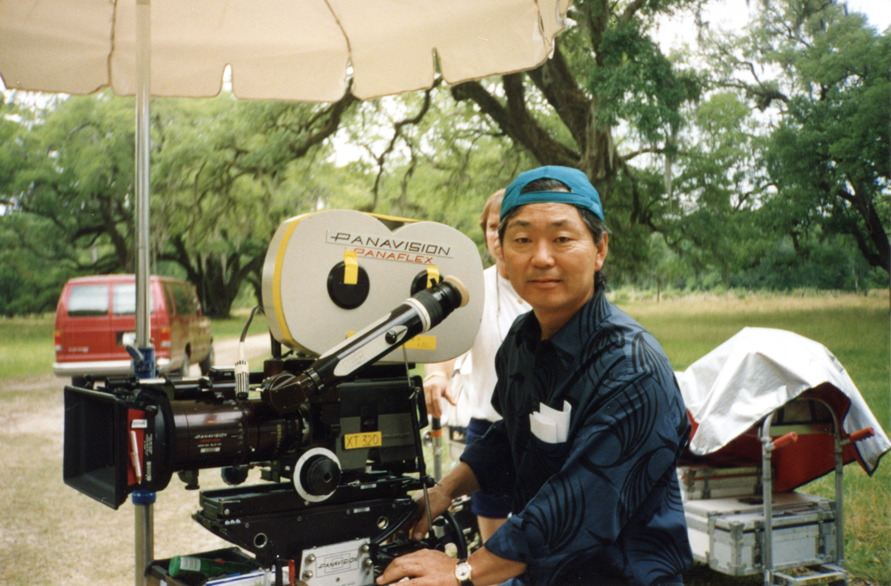
Hiro Narita teve que realizar seu trabalho sob restrições orçamentárias.

Meyer tentou modificar o visual geral de Star Trek a fim de encaixar-se em sua visão, da mesma forma como havia feito em The Wrath of Khan. Ele contratou o diretor de fotografia Hiro Narita; seu trabalho anterior havia sido em filmes com muitos efeitos como The Rocketeer, onde teve tempo e dinheiro para criar uma fantasia de época, porém em The Undiscovered Country ele esteve sempre sob pressões de tempo e orçamento. Narita confessou ao diretor que não sabia nada sobre a franquia, porém Meyer respondeu dizendo que não queria que tivesse quaisquer noções pré-concebidas sobre como o visual da série deveria ser. O supervisor de efeitos Scott Farrar afirmou que o diretor de fotografia fez um "bom trabalho de manter [o cenário] escuro. Pode ser um problema quando você chega em uma situação de estúdio de paredes de alumínio e metais brilhantes. Mas você vê menos ao manter a luz baixa e tudo fica mais textural. [Narita] queria muito evitar aquele visual super claro de estúdio".
O orçamento reduzido significou que vários cenários de The Next Generation foram modificados para poderem ser usados no filme. Meyer e o diretor de arte Herman Zimmerman puderam apenas fazer pequenas alterações nesses cenários pois a série ainda estava sendo produzida. Os aposentos de Spock eram os mesmos que o de Kirk, porém com a adição de uma coluna central. Este cenário estava sendo usado como os aposentos de Data em The Next Generation, tendo sido originalmente construído em 1979 como os aposentos de Kirk em Star Trek: The Motion Picture. A sala do teletransporte também foi reusada de The Next Generation, tendo alterações que incluíam a adição de padrões brilhantes pelas paredes inspiradas por uma das blusas de Zimmerman; este cenário também tinha sido usado em The Final Frontier. A cozinha era o mesmo cenário que o escritório de Deanna Troi, a sala de jantar era uma modificação da sala de observação da USS Enterprise-D e o escritório do presidente da Federação era uma modificação do Bar Panorâmico, com as portas acidentalmente mantendo as marcações da Enterprise-D. Alguns dos figurinos alienígenas em Rura Penthe foram reusados de "Encounter at Farpoint", o episódio piloto de The Next Generation. A ponte da USS Excelsior era uma modificação da ponte da Enterprise-A, com os consoles tendo sido pegos da ponte de batalha da Enterprise-D a fim de transmitir a ideia que a Excelsior era uma nave mais avançada.
Meyer nunca ficou satisfeito com o clima e os corredores bem iluminados da Enterprise, uma insatisfação que vinha desde The Wrath of Khan. O diretor queria que os corredores parecessem mais realistas em The Undiscovered Country; o metal dos cenários foi gasto nas pontas para que parecessem usados mas não deteriorados. Narita planejava transformar os corredores da nave em uma escala não vista desde The Wrath of Khan, porém suas intenções foram complicadas pela necessidade de usar cenários já existentes. Os corredores foram reduzidos em largura e receberam a adição de anteparas divisórias, com conduítes expostos no teto transmitindo um sentimento claustrofóbico reminiscente do filme The Hunt for Red October. Narita também alterou o visual claro e suave da ponte da Enterprise que fora criado por Zimmerman em The Final Frontier ao iluminar o cenário da maneira mais manchada possível: "Eu não queria usar muita fumaça na Enterprise, porque eu não queria que ficasse parecendo muito como a nave estelar klingon. Por esse motivo eu decidi  manter o visual da Enterprise bem limpo, porém com uma iluminação um pouco mais contrastada". Meyer admitiu que caso tivesse sido o criador de Star Trek, "Eu provavelmente teria projetado um mundo muito mais claustrofóbico porque é muito mais dramático".
O diretor insistiu para que os monitores da Enterprise mostrassem instruções descritivas que poderiam ser encontradas em uma nave estelar, ao contrário de exibirem textos contendo besteiras tecnológicas ou brincadeiras da equipe. O projetista Michael Okuda havia terminado esquemas dos conveses da Enterprise quando Nimoy apontou que "recuperação" estava escrito errado; Okuda teve de concertar a palavra apesar de ter certeza que ninguém seria capaz de perceber um único erro ortográfico na película do filme. Meyer também tomou a decisão consciente de ter uma cozinha na nave, algo que gerou certa controvérsia entre os fãs. Apenas máquinas capazes de sintetizar comida haviam sido mostradas anteriormente na franquia, mesmo com uma cozinha tendo sido mencionada no episódio "Charlie X" da série original.

### Objetos e modelos
A Paramount tomou cedo a decisão de usar modelos de naves já existentes para as filmagens, significando que miniaturas antigas – algumas com mais de uma década de idade – precisaram ser reformadas, adaptadas e reusadas. Problemas elétricos apareceram pois muitas das naves não eram examinadas há tempos. O cruzador klingon visto pela primeira vez em The Motion Picture foi alterado para sugerir uma capitânia mais imponente, com um desenho de chamas sendo aplicado na parte inferior da nave. O supervisor de efeitos William George queria que a Kronos One fosse bem distinta de naves anteriores, já que era um dos poucos modelos que ele recebeu permissão para modificar: "Fizemos algumas pesquisas sobre fardas militares e bolamos o conceito de que os klingons constroem uma dragona em suas asas, ou pintam uma nova faixa, quando estas naves voltam vitoriosas de batalha". A miniatura foi repintada de marrom e vermelho, sendo causticada com latão.

William George aplicando danos de batalha na miniatura da Enterprise-A.

Apesar de representar um nave totalmente nova, a miniatura da Enterprise-A foi a mesma usada em todos os filmes desde 1979. O modelo era mal visto pelos artistas de efeitos especiais por causa de seu tamanho e fiação interna complicada, com as fissuras e rachaduras sendo concertadas e os circuitos internos refeitos para The Undiscovered Country. As novas luzes foram colocadas em intensidades similares, economizando tempo porque a iluminação teria o visual correto com apenas uma única passagem em vez das três necessárias anteriormente. Um subproduto dos concertos foi a perda do distinto acabamento perolado da miniatura. O brilho elaborado nunca foi visto na película pois os esquemas de iluminação impediam reflexos durante as filmagens para que a nave fosse inserida corretamente nos planos de efeitos, assim o efeito foi perdido quando o modelo foi repintado com técnicas convencionais. A Ave de Rapina klingon fora danificada durante as filmagens de The Voyage Home; a nave em determinado momento voava ao redor do Sol, com a miniatura tendo sido pintada com cimento de borracha tingido de preto a fim de sugerir chamuscados, esperando-se que essa aplicação fosse facilmente removida depois. O cimento grudou e se cozinhou na superfície, precisando ser esfregado.
Greg Jein foi contratado para construir os objetos de cena do filme. Ele era um fã de longa data de Star Trek e havia construído objetos para The Final Frontier, porém foi forçado a reproduzir muitos itens que desde então haviam misteriosamente desaparecido. Jein adicionou nos desenhos dos objetos referências à série de televisão original e outras franquias de ficção científica; o cajado do diretor de Rura Penthe continha partes da espaçonave de Buck Rogers, enquanto outro item foi detalhado com um objeto tirado de The Adventures of Buckaroo Banzai Across the 8th Dimension. Elementos de The Final Frontier também foram modificados e reusados: um instrumento médico do longa anterior tornou-se o testador de sangue de Pavel Chekov e feisers de assalto vistos em The Final Frontier tornaram-se padrão. A bengala de Gorkon tinha a intenção de ser um osso enorme de uma criatura alienígena que fora morta, com os desenhos sendo moldados a partir de espuma verde e aprovados por Meyer. Duas cópias eram fortes o bastante para apoiar o peso de David Warner, já outros dois foram projetados para serem leves o bastante a fim de serem pendurados por fios para as cenas em gravidade zero. Os coldres originais dos klingons já não serviam mais pois seus feisers haviam sido redesenhados em The Seach for Spock; como resultado, nenhum klingon até então tinha sido visto sacando sua arma durante um filme. Meyer fazia questão que os atores pudessem sacar sua armas, assim as pistolas existentes precisaram ser modificadas. O rifle de precisão klingon foi dividido em partes, com as seções sendo modeladas a partir de armas reais.

### Maquiagem
Os klingons tiveram sua primeira grande revisão em aparência desde The Motion Picture. A figurinista Dodie Shepard desenhou novos uniformes vermelho e preto para Gorkon e sua equipe pois chegou-se a conclusão que pareceria indecente o chanceler usar as mesmas vestes de um guerreiro comum. Outra preocupação era que não haviam uniformes suficientes de The Motion Picture para todos os klingons do filme. Os klingons mais proeminentes receberam várias camadas de próteses e rugas únicas na testa, porém personagens de fundo usavam máscaras pré-prontas com pequenos retoques nos olhos e na boca. As aplicações foram feitas com as mais novas tintas e colas porque era importante que as expressões dos atores fossem visíveis através da maquiagem. Transformar um ator em um klingon demorava três horas e meia. A cabeleireira Janice Alexander criou tranças e joias que passavam a sensação de um povo tribal com uma herança cultural muito valorizada.
O principal motivo para a maior diversidade nos desenhos, penteados e aplicações dos klingons vinham do fato que haviam mais klingons presentes em The Undiscovered Country do que em todos os filmes anteriores somados. Dezoito desenhos únicos foram usados para os personagens principais, com outras trinta maquiagens "A", quarenta "B" de espuma de látex e cinquenta máscaras plásticas de poliuretano para os figurantes. O maquiador Richard Snell ficou encarregado das aplicações do elenco klingon principal. Os desenhos das testas vieram das próprias ideias de Snell e equipe, porém os atores também tiveram permissão de dar opinião. Christopher Plummer pediu que a testa de Chang tivesse rugas mais sutis do que os klingons dos filmes anteriores com o objetivo de ter um visual único e humanizar o personagem. Snell estava prestes a aplicar uma peruca no ator durante testes de maquiagem quando Plummer resmungou que não queria peruca, com a pequena quantidade de cabelo de Chang sendo colocada na nuca como um topete de guerreiro. Snell passou várias noites trabalhando no redesenho da cabeça do personagem para que tivesse mais detalhes. Esta mudança de visual fez com que apenas a parte frontal de Plummer pudesse ser filmada durante as primeiras semanas, pois o departamento de maquiagem ainda estava criando as aplicações para cobrir a nuca.
Azetbur, interpretada por Rosanna DeSoto, foi inicialmente concebida como bárbara, porém Meyer insistiu em um visual mais refinado. Como Plummer, DeSoto pediu menos rugas, e o resultado foi, de acordo com o artista Kenny Myers, "uma mulher bem suntuosa que por acaso era klingon". As mudanças forçaram Myers a abdicar do trabalho em Gorkon de David Warner para Margaret Bessera. A aparência de Gorkon foi uma preocupação especial para Meyer, que tinha duas inspirações: Ahab e Abraham Lincoln. "[Meyer] ama brincar com os clássicos", Myers explicou, "e incorporando essas duas imagens foi genial da parte dele. Ele queria que houvesse incertezas sobre as verdadeiras intenções de Gorkon. Ele quer paz ou há algo sinistro em sua mente? A partir de sua aparência era impossível dizer se era amigo ou inimigo. Subliminarmente, havia aspectos de ambos".
Além dos cosméticos klingons, o supervisor de maquiagem Michael J. Mills manteve-se ocupado preparando vários outros alienígenas exigidos pelo roteiro. Ele e sua equipe criaram a maior empreitada de maquiagem já vista em um filme de Star Trek até então; maquiagens customizadas foram aplicadas em 22 atores, além de pelo menos 126 maquiagens prostéticas todos os dias. Sempre existiu um esforço para providenciar dinheiro suficiente ao departamento de maquiagem a fim de garantir que o trabalho complexo estava finalizado já que os alienígenas desempenhavam um papel tão importante no longa. Segundo Mills, "[se] pudéssemos provar a [Winter] que precisávamos de algo para fazer a tomada, então nós teríamos". O laboratório de maquiagem empregou uma equipe de 25 pessoas e mais de trezentas próteses, desde testas klingons até orelhas vulcanas e romulanas. Os trabalhos com um número tão grande de figurantes começavam à 1h00min da manhã a fim de todos estarem prontos para a chamada das 8h00min.
A forma grande e pesada que a metamorfa Martia assume na superfície congelada de Rura Penthe foi chamada de "O Bruto" pela equipe de produção. A criatura era semelhante a um Ieti e teve sua aparência baseada em um sagui que os maquiadores viram na capa de uma revista. Um klingon congelado com uma expressão de horror também foi criado para a sequência em Rura Penthe. O maquiador Ed French encontrou uma cabeça klingon sobressalente com Snell e a colocou em sua própria cabeça. Um molde de seu rosto contorcido foi então usado como a base para o boneco levado para a locação. Os artistas usaram cores marcantes e técnicas novas para alguns dos alienígenas; pigmentos ultravioletas foram empregados a fim de criar um alienígena hostil que luta contra Kirk na prisão.
Já que The Undiscovered Country deveria originalmente ter tido a última aparição de Nimoy como Spock, o ator exigiu que sua aparência fosse fiel ao desenho do personagem criado na década de 1960 por Fred Phillips and Charlie Schram. Mills consultou fotos da série de televisão original como referência e criou  cinco esculturas de orelhas até o ator ficar satisfeito. O resultado foram orelhas altas com as pontas para frente, diferente do visual para trás criado por Snell em The Voyage Home. A personagem de Valeris foi pensada para ter um tom de pele mais marfim que o tom amarelo de Spock, possuindo sobrancelhas mais finas e um corte de cabelo severo que Meyer preferia. Mills comentou que "Passamos por grandes dificuldades para estabelecer que este é o modo que uma mulher vulcana, uma mulher vulcana sensual, seria".

### Filmagens
As filmagens começaram em 16 de abril e se encerraram em 27 de setembro de 1991, utilizando uma mistura de imagens de locação e de estúdios. A produção sofreu com a falta de estúdios disponíveis para filmagens; o cenário do Quartel-General da Frota Estelar fora na verdade construído alguns quarteirões de distância da Paramount na Igreja Presbiteriana de Hollywood. Meyer copiou uma técnica usada na produção de Citizen Kane, em que os cineastas deixavam partes cenário imersas em uma escuridão a fim de economizarem dinheiro na construção. O longa foi filmado no formato Super 35 em vez do tradicional anamórfico devido a maior flexibilidade que o primeiro oferecia em termos de enquadramentos, escolha de lentes e profundidade de campo. O planejamento das filmagens era constantemente revisado e reduzido por causa dos cortes de orçamento, porém algumas vezes isso se mostrou uma vantagem do que desvantagem. Meyer frequentemente dizia que a "arte prospera com restrições", com Zimmerman concordando e afirmando que o projeto e as filmagens criaram um ambiente rico que apoiava e elevava a ação.

Nicholas Meyer durante as filmagens da cena do jantar. O diretor precisou pagar para que os atores comessem em frente das câmeras.

A cena do jantar foi filmada em uma versão modificada do convés de observação da Enterprise-D. Foram colocados nas paredes quadros de figuras históricas importantes como Lincoln, Sarek e um embaixador andoriano. A comida preparada para a cena foi tingida de azul para que parecesse alienígena. Nenhum dos atores queria comer os pratos, especialmente depois destes terem amadurecido sob as fortes luzes do estúdio, com a equipe transformando em piada recorrente suas tentativas de fazer com que o elenco provasse a comida durante as filmagens. Meyer ofereceu uma recompensa de vinte dólares para cada tomada de um personagem comendo já que os vários ângulos de câmera e tomadas necessitavam de uma boca cheia sempre. O incentivo foi suficiente para Shatner e ele tornou-se o único ator a consumir a comida. As filmagens demoraram vários dias por causa daquilo que Plummer chamou de o "horror" do jantar.
O tribunal klingon em que Kirk e McCoy são julgados foi projetado como uma arena, possuindo paredes altas e uma plataforma central para os acusados. O cenário foi originalmente planejado para ser construído no maior estúdio disponível, porém cortes nas filmagens em locação para Rura Penthe forçaram a construção de um local menor. Foram usados 56 figurantes klingons para a cena mais seis atores em maquiagens personalizadas e outros quinze com maquiagem "nível A"; as maquiagens de maior qualidade foram utilizadas nos klingons sentados na primeira fileira das arquibancadas, com os figurantes atrás usando máscaras. A ilusão de uma linha sem fim de klingons foi alcançada ao iluminar os acusados no centro com uma luz azul intensa, com todo o resto do cenário caindo em escuridão. Um plano visto de cima do tribunal foi criado com miniaturas a fim de dar ao cenário uma aparência maior. O supervisor de pinturas Craig Barron inspirou-se no filme Ben-Hur e usou duzentos bonecos comerciais de Worf enviados por Winter. Klingons nervosos foram criados ao balançar os bonecos segurando bulbos de luz vermelha para frente e para trás com motores. A miniatura do tribunal tinha três metros de comprimento.
Flinn tinha concebido Rura Penthe em um planeta árido e subdesenvolvido, porém Meyer sugeriu que ela fosse transformada para um planeta de gelo. As imagens externas de Martia, Kirk e McCoy atravessando áreas congeladas foram filmadas em um glaciar do Alasca. A segunda unidade foi encarrega de conseguir as imagens por causa de restrições de tempo e orçamento. A locação era acessível apenas por helicóptero e foi pesquisada meses antes do início das filmagens. O principal problema enfrentado era o frio: pela manhã as temperaturas chegavam a 29 graus Celsius negativos, enquanto que pela tarde frequentemente caiam para 45 negativos. Os dublês estavam vestidos com roupas de lã e corriam o risco de pegar pneumonia. O produtor Steven-Charles Jaffe sondou cavernas parcialmente derretidas antes das filmagens; a equipe precisava realizar o melhor possível tendo apenas dois dias e um terço para filmar. As baterias acabavam em minutos sob o frio e a falta de neve foi compensada ao jogar uma precipitação falsa de um helicóptero.

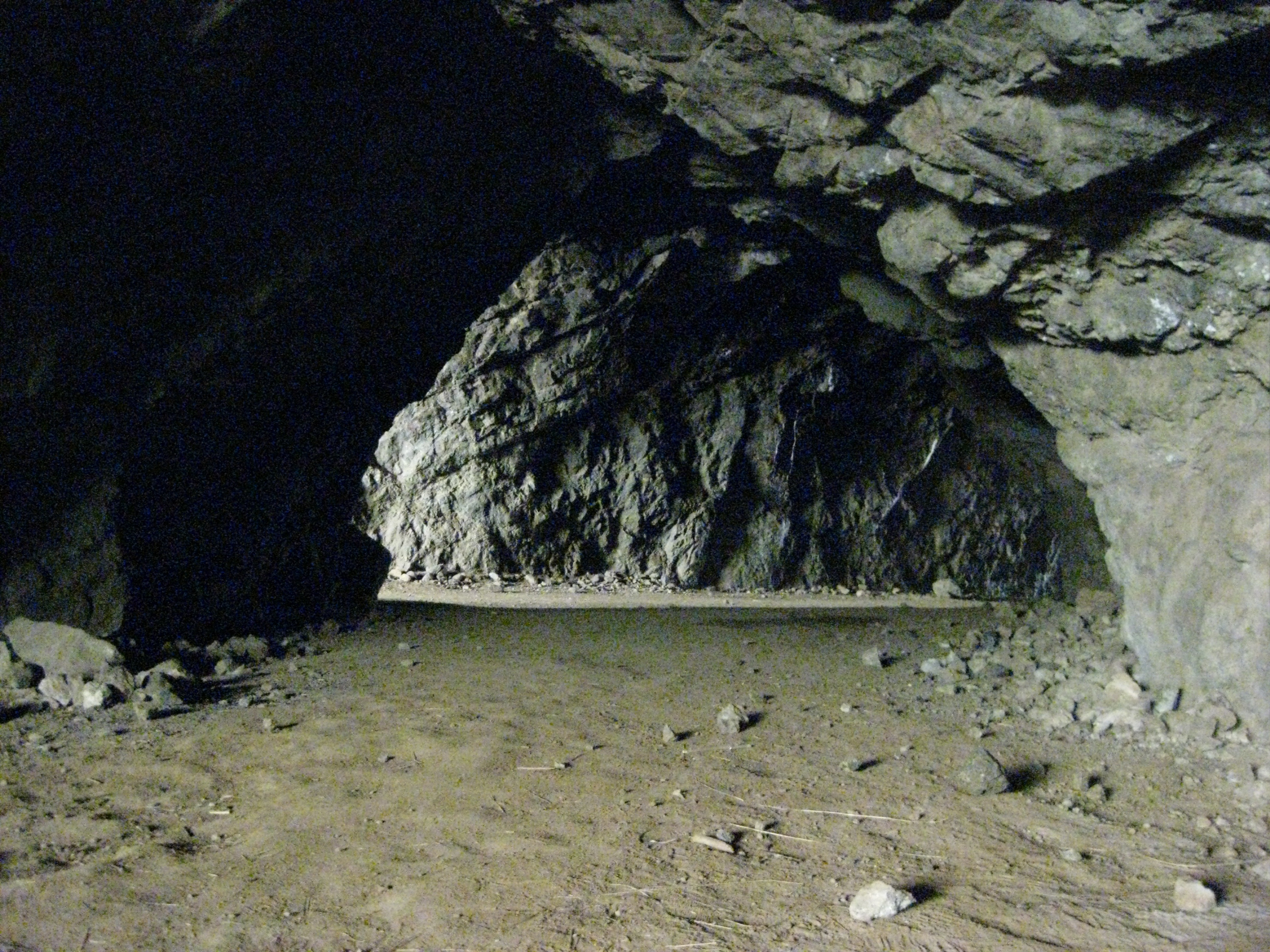
Uma das cavernas no Parque Griffith, usadas como as minas de Rura Penthe.

As cenas em Rura Penthe foram filmadas em estúdio. Neve falsa era soprada por enormes ventiladores e, segundo Shatner, entravam em "todos os orifícios" e também na câmera. Foi difícil criar uma nevasca falsa; dois tipos de neve plástica foram misturadas para formar flocos e acúmulo de pó. Rolos de câmera eram trocados fora do estúdio a fim de garantir que a neve não entrasse na película, com membros da equipe encontrando flocos dentro de suas meias mesmo depois de semanas das filmagens. A prisão subterrânea foi filmada em cavernas reais de mineração no Parque Griffith. Imagens da mina foram feitas de noite para que o lugar parecesse estar no subterrâneo. A iluminação precisava vir de luzes práticas que eram partes do cenário pois Narita não tinha permissão de fazer buracos nas paredes. A descida no elevador da mina foi simulada colocando rochas falsas em uma tela sendo dobrada no fundo do cenário. Apesar de Zimmerman ter achado que Shatner odiaria a luta entre Kirk e seu doppelgänger, o ator gostou da cena e contribuiu com a coreografia usando seu conhecimento de judô e caratê.
A batalha sobre Khitomer foi uma das últimas sequências a serem filmadas, algo que mostrou-se fortuito já que a ponte da Enterprise foi danificada pelas faíscas e explosões. A sala de jantar foi explodida para a cena em que o casco da nave é perfurado por um torpedo. A parede principal foi depois reconstruída e redesenhada quando o cenário foi reerguido para The Next Generation. Os interiores da conferência foram filmados no Instituto Brandeis-Bardin na Califórnia, enquanto a janela pela qual o coronel West se prepara para assassinar o presidente da Federação era um cenário construído na Paramount. Imagens do instituto e pinturas foram combinadas para criar a visão externa.
Os câmeras de efeitos Peter Daulton e Pat Sweeney perceberam que existia uma quantidade de trabalho igual se uma equipe fizesse todas as imagens da Enterprise e outra fizesse a Ave de Rapina, Kronos One e Excelsior, assim os câmeras tiravam no cara ou coroa quem trabalharia em qual miniatura. Técnicas antigas e novas foram usadas. A equipe filmava segundas passadas superexpostas em luz amarela, que reduzia o derramamento de luz no fundo azul, a fim de garantir que as naves fossem inseridas sem problemas em campos de estrelas na pós-produção. O tom amarelado era removido por processos de filtração, com o resultando sendo uma borda limpa em volta das naves. Outro plano foi filmado com um esquema de luz diferente utilizando uma técnica tirada de Back to the Future Part II. Os efeitos óticos podiam gerar a quantidade de contraste necessária sem causar derramamentos ao combinar as passagens da luz principal e luz de preenchimento. Alguns elementos foram invertidos e reusados já que a Paramount continuava a adicionar novos planos para o já atarefado e apertado cronograma, como por exemplo campos de estrelas e um plano da Ave de Rapina disparando um torpedo. As naves eram filmadas sempre que possível vistas de baixo para reforçar o tema náutico, com seus movimentos tendo a intenção de lembrarem grandes embarcações. A aproximação da Doca Espacial foi filmada por baixo da miniatura da estação, algo que George achou visualmente interessante e apropriado. Ele achou que acompanhar a nave auxiliar desde o planeta lembrava 2001: A Space Odyssey. A nave usada na sequência foi o único modelo novo criado para o filme, possuindo trinta centímetros. A plano da Enterprise deixando a Doca Espacial foi difícil de ser produzido porque o interior da doca tinha desaparecido. Imagens de The Voyage Home foram usadas em um plano para compensar. A única seção recriada foram suas portas já que o único outro plano necessário para era o ponto de vista da Enterprise partindo.
A última cena do filme foi organizada para o último dia de filmagens. A linguagem inicialmente deveria ser sóbria e clássica, porém Meyer realizou mudanças de última hora. Flinn afirmou que o diretor "estava de humor otimista" e dessa forma sugeriu que Kirk citasse as últimas falas de Peter Pan: "segunda estrela à direita e então em frente até amanhecer". As emoções estavam fortes enquanto os últimos planos eram filmados; Shatner comentou que "Pela hora que terminamos a última cena, que se estendeu mais do que esperávamos, houve um sentimento de irritação. Brindamos uma taça de champanhe, porém todos estavam na verdade um pouco agitados".

### Efeitos
A maior parte dos efeitos visuais foram criados pela Industrial Light & Magic (ILM) sob a direção do animador Wes Takahashi e do supervisor Scott Farrar, que tinha trabalhado nos três primeiros filmes da franquia como câmera de efeitos visuais. A ILM criou storyboards para as sequências de efeitos depois de receberem o roteiro e antes de encontrarem-se com Meyer, Winter e Jaffe para discutirem as cenas planejadas. Estas discussões começaram antes mesmo do filme receber permissão para início da produção. As estimativas iniciais de custos da ILM estavam acima do orçamento da Paramount, dessa forma os cineastas reformularam certos planos e os passaram para outras companhias de efeitos a fim de economizarem dinheiro. Os elementos em gravidade zero ficaram com a Pacific Data Images, enquanto os feixes de fêiser e efeitos do teletransporte foram produzidos pela Visual Concept Engineering, uma ramificação da ILM que já tinha trabalhado em The Wrath of Khan e The Final Frontier. Apesar da contagem geral de planos de efeitos ter caído de cem para 51, o projeto ainda era grande e necessitava de praticamente toda a equipe da ILM. O objetivo de Farrar era economizar nos efeitos restantes; se três efeitos fossem similares, eles tentariam contar a história com apenas um. Animações baratas davam a Meyer imagens temporárias para utilizar na edição e assim evitar surpresas custosas. Imagens tiradas dos filmes anteriores foram usadas sempre que possível, porém frequentemente isso era inviável já que a USS Enterprise original tinha sido destruída em The Search for Spock e todas os planos da Enterprise-A precisavam do número de registro correto.

A Excelsior atravessa a onda de choque gerada pela explosão de Praxis. A equipe de efeitos lutou para criar uma onda que parecesse enorme comparada ao tamanho da nave.

A divisão de computação gráfica da ILM ficou responsável por criar três sequências, incluindo a explosão de Praxis. A ideia de Meyer para o efeito veio do filme The Poseidon Adventure; Farrar usou as imagens da onda imensa atingindo o Poseidon para transmitir a escala da onda de choque. O departamento de efeitos usou a simulação de brilhos na lente de uma câmera para criar um estouro de plasma formado por dois discos em expansão com detalhes de turbilhão mapeados em sua superfície. Farrar estabeleceu o visual preliminar da onda e o supervisor gráfico Jay Riddle utilizou o Adobe Photoshop em um Macintosh a fim formar o esquema de cores. A equipe achou inicialmente que poderiam utilizar o mesmo método para a onda que atinge a Excelsior, porém descobriram que isso não transmitia uma sensação de escala; como Riddle comentou: "esta coisa precisava parecer realmente enorme". O plano foi criado ao manipular duas peças curvas de geometria de computação gráfica, expandindo-as enquanto aproximavam-se da câmera. Foram adicionadas texturas que mudavam em cada quadro ao corpo da onda e no topo com o objetivo de passar a impressão de grande velocidade. Imagens de controle de movimento da Excelsior foram escaneadas em um computador e colocadas para interagir com a onda. O resultante "efeito Praxis" da onda de choque tornou-se um elemento comum de filmes de ficção científica representando a destruição de grandes objetos.
Meyer procurou um modo diferente e inédito para "estourar" Gorkon no espaço, tendo a ideia dos assassinos usarem botas especiais a fim de matarem o personagem em gravidade zero. A sequência final misturou efeitos físicos e trabalhos de dublês com computação gráfica. A segunda unidade sob a direção de Jaffe cuidou das imagens com atores. Apesar da sequência ter ficado boa no papel, não havia dinheiro suficiente para realizar os efeitos "do jeito certo": por exemplo, filmar os atores em frente de uma tela azul e depois inseri-los nos corredores da Kronos One. Jaffe comentou que a abordagem de baixa tecnologia de suspender os dublês por cabos acabou auxiliando o efeito final, já que poucos cabos precisaram ser removidos digitalmente na pós-produção devido ao modo como eles foram filmados pelo diretor de fotografia da segunda unidade John Fante; os cenários foram iluminados de modo a obscurecer os fios e construídos de lado para que os atores fossem puxados de baixo pra cima, dessa forma parecendo que estavam flutuando lateralmente. Estes cenários foram erguidos em cardãs para que o movimento dos dublês e ambiente criasse um efeito de flutuação. O plano de dois klingons sendo empurrados até o fim do corredor por feixes de feiser foi simulado ao posicionar a câmera na parte de baixo de um corredor, com esse cenário tendo sido construído verticalmente no mais alto estúdio da Paramount. Nesta posição, os cabos foram escondidos pelos atores enquanto eram puxados para cima.

Um klingon "sem peso" é jogado para trás, jorrando sangue violeta. Os cenários foram tombados para o lado a fim de dar a ilusão do ator estar flutuando horizontalmente; os glóbulos de sangue foram animados por computação gráfica.

O sangue que jorra dos klingons feridos foi criado por computação gráfica; os animadores precisavam garantir que o sangue flutuasse de maneira convincente enquanto ainda fosse interessante e não muito nojento. Os artistas de efeitos olharam imagens de glóbulos de água flutuando em gravidade zero para entenderem as físicas das partículas. O sangue inicialmente seria verde, porém os cineastas perceberam que McCoy sempre se referia aos vulcanos como tendo sangue verde. A cor final escolhida foi violeta, uma cor que Meyer não gostava mas teve que aceitar porque sua escolha preferida de vermelho teria feito o longa ganhar uma classificação indicativa de maiores de dezessete anos. As primeiras mortes na sala do teletransporte assim que os assassinos aparecem serviu de campo de testes para ajustar a cor e como o sangue moveria-se pela sala. A maioria das gotas eram "bolhinhas", grupos de esferas alisadas juntas por computador que criavam uma forma contínua. A forma poderia se esticar e até se quebrar quanto mais distantes as esferas ficassem. Os feisers usados nesta cena e no restante do filme eram versões redesenhadas de modelos anteriores, tendo sido usados pela primeira vez em The Final Frontier. Esses objetos de cena tinha luzes azuis que ligavam quando o gatilho era apertado, assim os artistas de efeitos sabiam quando adicionar os feixes de feiser. A ILM combinou os tiros de feiser da Visual Concepts Engineering nas cenas de gravidade zero ao pintar o efeito manualmente em Photoshop. A ILM também fez pequenos retoques onde necessário, adicionando rasgos nas roupas onde os tiros acertavam e criando a atmosfera klingon nebulosa para os objetos digitais. A sequência em gravida zero foi a mais cara de se produzir em todo o filme.
Rura Penthe foi criada com uma mistura de imagens de locação junto com uma sequência de estabelecimento produzida pela Matte World. Os personagens foram filmados em uma praia de São Francisco com um plástico branco no chão. Elementos do Sol foram colocados em camadas no plano junto com um efeito de neve de dupla exposição. Passagens adicionais foram feitas em nuvens de enchimento de fibras com luzes atrás a fim de criar uma tempestade elétrica ocorrendo no fundo.
Martia não foi a primeira metaforma a aparecer em Star Trek, porém foi a primeira a ser criada com tecnologia digital de computação gráfica. Os efeitos eram revisões mais avançadas da tecnologia usada em filmes como Terminator 2: Judgment Day. O animador John Berton tentou morfamentos novos e mais complicados, incluindo movimentar a câmera e morfando duas personagens durante um diálogo; cuidados especiais foram tomados para que os personagens se alinhassem perfeitamente nas imagens. Martia se transforma em Kirk durante uma conversa, necessitando que Iman e Shatner falassem de maneira similar; Farrar supervisionou as filmagens para a cena e fez os dois atores sincronizarem suas falas por meio de um alto-falante. A cena de luta entre Kirk e Maria na forma de Kirk foi filmada principalmente com um dublê; a maioria dos planos permitia que o rosto de apenas um dos combatentes fosse visível. Duas tomadas separadas de Shatner em direções opostas foram combinadas para o momento que Kirk e seu dúplice falam diretamente um com o outro, com o movimento de câmera tendo sido cuidadosamente controlado para que a imagem final fosse realista.
Para a batalha final, George redesenhou os torpedos fotônicos para que tivessem um núcleo mais quente e um brilho maior por achar que as armas nos filmes anteriores pareciam "bonitas demais". Os torpedos também passaram a se mexer como mísseis teleguiados em vez de balas de canhão. George disse a Farrar que sempre desejou ver algo penetrar a seção do disco da Enterprise, assim uma réplica do disco foi produzida e explodida; o modelo foi filmado de cabeça para baixo a fim da explosão criar a sensação de falta de gravidade quando a orientação da fosse corrigida na edição. As imagens pirotécnicas da Ave de Rapina sendo atingida foram reduzidas e colocadas em locais apropriados com o objetivo de similar ondas de explosões. Uma "miniatura pirotécnica" foi criada a partir de um molde de borracha e explodida, com uma pequena dissolução fazendo a transição entre o modelo de controle de movimento e a nave pirotécnica. A ILM sabia que já existiam imagens de Chang reagindo ao torpedo, porém também sabia que Meyer não estava satisfeito. A equipe de efeitos usou as filmagens de Plummer como referência e criaram um boneco que foi detonado na mesma posição. Jaffe afirmou que ele e o editor Ronald Roose "nos debruçamos sobre as imagens para achar o que totalizou três quadros utilizáveis que poderíamos usar para dizer ao público que 'nós o pegamos!'".

### Música
O plano original de Meyer para a trilha sonora era adaptar a suíte orquestral The Planets de Gustav Holst. Esta ideia mostrou-se impraticavelmente cara, assim o diretor passou a escutar fitas demos enviadas por vários compositores. Meyer insistiu que The Undiscovered Country tivesse um estilo de música diferente, afirmando que o sucesso da franquia dependia em sua própria reinvenção de tempos em tempos, filosofia que também se aplicava à música. Ele descreveu a maioria dos demos como "música de filme" genérica, porém ficou intrigado por uma fita enviada por um jovem compositor chamado Cliff Eidelman. Este tinha então 26 anos de idade e fizera sua carreira compondo balés, televisão e filmes, porém nenhum de seus catorze filmes até aquele momento havia alçado o compositor para grande fama.
Meyer teve várias conversas com Eidelman e em uma mencionou que não desejava competir com os temas principais bombásticos de abertura dos filmes anteriores, já que considerava todos eram muito bons. O diretor achou que The Undiscovered Country exigia algo musicalmente diferente já que ele era mais sombrio que seus predecessores. Ele mencionou a abertura de Zhar-Ptitsa de Ígor Stravinski como similar ao som agourento que desejava. Eidelman utilizou sintetizadores e produziu dois dias depois uma fita demo com sua ideia para o tema principal. O diretor ficou impressionado pela velocidade do trabalho e como quase se encaixava com sua visão. Meyer mostrou o CD de Eidelman a Jaffe, que lhe fez lembrar de Bernard Herrmann, e o compositor oficialmente recebeu a tarefa de compor a trilha sonora.
O projeto anterior de Eidelman fora criar uma compilação de músicas dos cinco filmes anteriores de Star Trek e ele conscientemente tentou evitar se inspirar por essas trilhas passadas. O compositor comentou que a compilação "me mostrou sobre do quê ficar longe, porque eu não queria fazer James Horner [compositor de The Wrath of Khan e The Search for Spock] tão bem quanto James Horner". Eidelman teve um período incomumente longo para poder desenvolver suas ideias já que fora contratado bem cedo na produção, assim pode visitar os cenários durante as filmagens. Ele trabalhou em esboços eletrônicos da trilha durante o processo inicial de desenvolvimento do longa com o objetivo de aplacar os executivos da Paramount que estavam inseguros sobre usar um compositor relativamente desconhecido.
Eidelman afirmou que considerava a ficção científica como o gênero mais interessante e excitante para se compor, com Meyer lhe tendo instruído a tratar o filme como um novo começo em vez de pegar temas antigos de Star Trek. O compositor queria que sua música auxiliasse os visuais; ele procurou criar uma atmosfera que refletisse o cenário alienígena e perigoso de Rura Penthe, apresentando instrumentos exóticos para dar mais personalidade. Além de instrumentos de percussão vindos de ao redor do mundo, Eidelman tratou o coral como uma percussão, com a tradução klingon de "ser ou não ser" ("taH pagh, taHbe") sendo repetida ao fundo. O tema de Spock foi pensado para ser uma contraparte etérea do motivo condutor de Kirk e da Enterprise, que tinha a intenção de capturar "o brilho emocional dos olhos do capitão". O dilema interno de Kirk sobre o que o futuro reserva foi ecoado no tema principal: "É Kirk assumindo o controle uma última vez e ele tem a faísca novamente enquanto olha para as estrelas [...] Porém há uma nota não resolvida, porque é muito importante que ele não confie nos klingons. Ele não quer ir nessa viagem mesmo que a faísca que o tomou esteja lá". Eidelman começou a música de forma bem quieta para a batalha final sobre Khitomer, construindo a intensidade enquanto o embate progride.
Um álbum comercial da trilha sonora de The Undiscovered Country foi lançado em 10 de dezembro de 1991 pela MCA Records, contendo apenas 45 minutos de músicas espalhadas em treze faixas editadas pelo próprio Eidelman para que pudessem caber dentro de um CD, além de uma nota escrita por Meyer comentando a trilha. A Intrada Records lançou em 2012 uma edição especial da trilha em CD duplo possuindo a música completa do filme, faixas extras e uma remasterização do álbum original de 1991. Além disso, esta edição contém um folheto escrito por Jeff Bond com informações sobre a trilha e análises das faixas.

## Temas

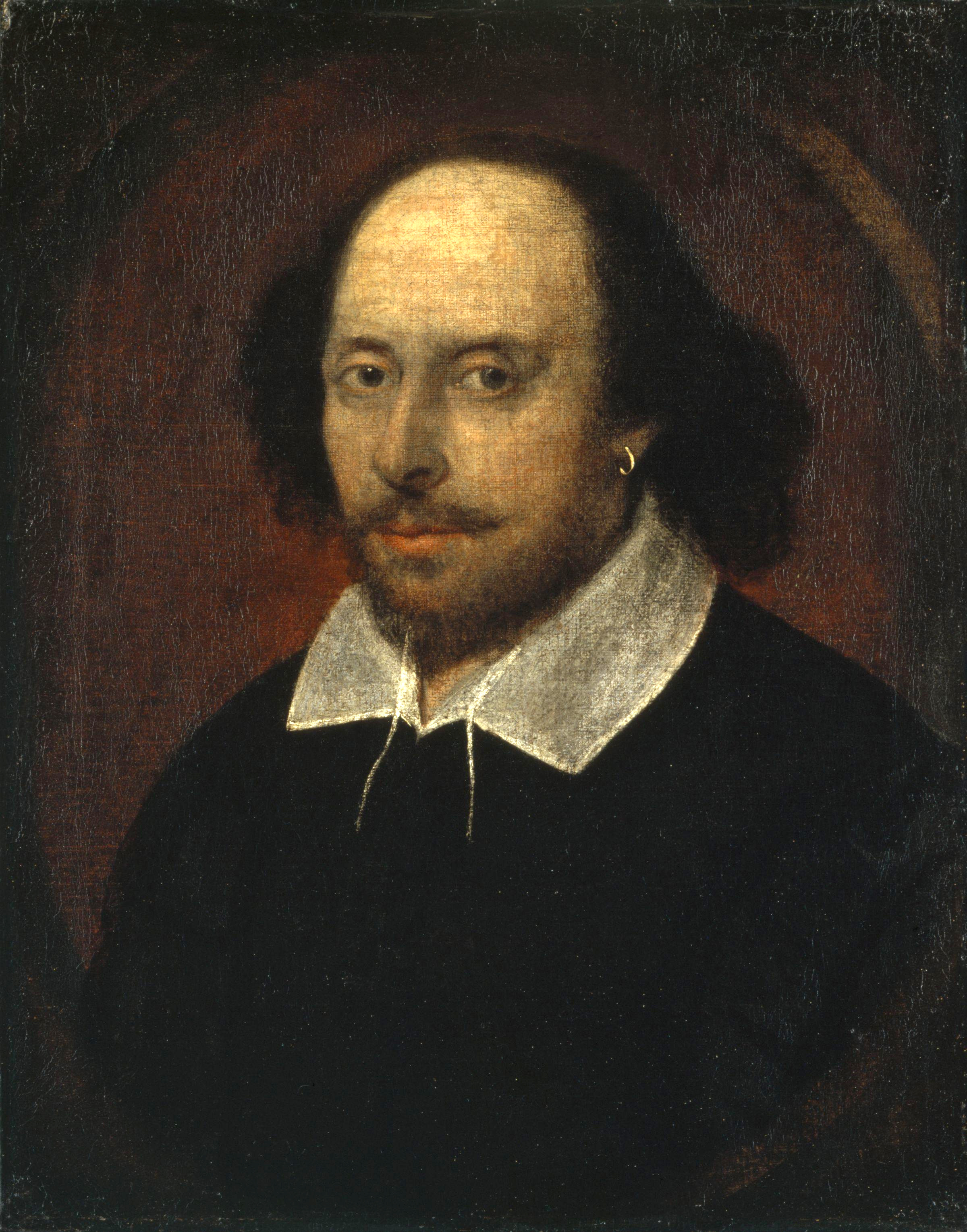
William Shakespeare é citado frequentemente durante o filme pelos personagens klingons.

A alegoria à Guerra Fria de The Undiscovered Country e suas referências à história literária foram reconhecidas por acadêmicos e historiadores culturais. De acordo com Larry Kreitzer, o filme tem mais referências às obras de William Shakespeare do que qualquer outra produção de Star Trek até pelo menos 1996. O próprio título é uma alusão ao Ato III, Cena I, de Hamlet; Meyer originalmente queria que The Wrath of Khan se chamasse The Undiscovered Country. Enquanto a terra desconhecida em Hamlet e em The Wrath of Khan é a morte, em The Undiscovered Country a frase se refere ao futuro em que os klingons e os humanos coexistem em paz.
Uma frase de A Tempestade é mencionada por Gorkon como representando a nova ordem galática, a de um "admirável mundo novo". Chang recita a maioria das falas de Shakespeare usadas no filme, incluindo citações de Romeu e Julieta e Henrique IV, Parte 2 em sua despedida de Kirk após o jantar. Chang também zomba de Kirk durante o julgamento com falas de Ricardo II. A batalha final contém sete referências a cinco peças de Shakespeare. Duas delas são tiradas de Henrique V ("À brecha mais uma vez" e "Aí vem a caça"), enquanto outras duas citações vem de Júlio César ("Sou constante como a Estrela Polar" e "Grita 'destruição!' enquanto desprende os cães da guerra"). Há uma única referência a Próspero de A Tempestade ("Nossos festejos terminaram") e Chang modifica o discurso de Shylock em O Mercador de Veneza: "Se nos fizerdes cócegas, não rimos? Se nos espetardes, não sangramos? E se nos ofenderdes, não devemos vingar-nos?". As últimas falas de Chang antes de ser morto pelo torpedo fotônico são tiradas do famoso solilóquio de Hamlet: "Ser ou não ser...". Flinn estava inicialmente inseguro sobre o grande número de citações clássicas, porém Meyer colocou mais depois de Plummer ser escalado. O diretor comentou: "Se é pretensioso ou não, acho que depende de como é usado [...] Eu geralmente não concordo muito em usar bastante esse tipo de coisa, mas quando se tem Plummer, repentinamente funciona".
Estudiosos perceberam que Shakespeare é citado pelos klingons, não os humanos; Gorkon chega a afirmar que "Você não experimentou Shakespeare até lê-lo no original klingon". Traduzir Shakespeare para klingon foi difícil pois o linguista Marc Okrand não havia criado um verbo de ligação para "ser" ao desenvolver o idioma. Paul A. Cantor argumenta que a associação dos alienígenas com o escritor é apropriada, já que os guerreiros klingons encontram suas correspondências literárias nos personagens Otelo, Marco Antônio e Macbeth, além de reforçar a reivindicação de que o fim da Guerra Fria significou o fim da literatura heroica como a de Shakespeare. Meyer disse que a ideia dos klingons reivindicarem Shakespeare como um dos seus foi baseada em tentativas similares por Alemanha Nazista de afirmar que o autor era alemão. Segundo Kay Smith, o uso de Shakespeare tem um significado próprio e também gera um novo sentido por sua articulação em outra forma: destacar as políticas culturais do longa.
Um dos grandes temas do filme é a mudança e como as pessoas reagem a ela. Meyer considerou Valeris e Chang como "pessoas assustadas, que tem medo da mudança" e se agarram aos modos antigos apesar das alterações do mundo. O diretor esperava que a ficcionalização de eventos contemporâneos permitisse uma visão objetiva sobre os assuntos em vez das pessoas serem cegadas por vieses pessoais. Kirk tem um viés similar no começo do filme, chamando os klingons de "animais" e se colocando contra os objetivos de Spock. Este por sua vez enxerga a iniciativa de paz de Gorkon como lógica, respondendo à repentina mudança no status quo de maneira muito calma. Enquanto isso, o entendimento preconceituoso de Kirk o faz estar disposto a deixar os klingons morrerem e indisposto a ouvir as palavras de Spock. O personagem passa por uma transformação no decorrer da história por meio de seu encarceramento em Rura Penthe, percebendo que seu ódio é antiquado e passando por uma limpeza que restaura seu filho de alguma maneira. Shatner arrependeu-se que a angústia de Kirk em estar antiquado foi minimizada no corte final. A cena em que Spock pergunta a Kirk se ambos envelheceram tanto e tão inflexíveis que perderam sua utilidade tinha dois significados: era tanto Nimoy perguntando o mesmo a Shatner quanto seus personagens.

## Recepção

### Lançamento
Star Trek VI: The Undiscovered Country foi lançado na América do Norte em 6 de dezembro de 1991, tendo originalmente sido marcado para estrear uma semana depois no dia 13. A Paramount realizou uma maratona de exibições dos cinco filmes anteriores em 44 cidades selecionadas dos Estados Unidos e Canadá com o objetivo de promover o novo longa. As exibições de doze horas também incluíam algumas imagens de The Undiscovered Country. O elenco principal assinou seus nomes no cimento da calçada em frente do Mann's Chinese Theatre na Hollywood Boulevard um dia antes da estreia. Nimoy, que anteriormente tinha pedido um milhão de dólares para fazer uma ponta em The Next Generation, apareceu no episódio em duas partes "Unification" exibido em novembro para aumentar o interesse no filme. Os cinco longas anteriores foram lançados em VHS em nova embalagem dentro de uma caixa especial de colecionador; os revendedores receberam a chance de fotografar os produtos e concorrer a uma viagem aos cenários de The Next Generation e ingressos para uma pré-estreia de The Undiscovered Country.
Roddenberry não viveu o suficiente para ver o lançamento do filme, morrendo de uma parada cardiorrespiratória em 24 de outubro. Ele assistiu uma versão quase final de The Undiscovered Country antes da estreia, supostamente aprovando o longa de acordo com os cineastas e Terry-Lee Rioux, o biógrafo de Kelley. Por outro lado, tanto Nimoy quanto Shatner afirmaram em suas memórias que Roddenberry ligou para seu advogado logo depois de sair da exibição e exigiu que um quarto das cenas do filme fossem cortadas; os produtores se recusaram a fazer isso e ele morreu 48 horas depois. A Paramount considerou gastar algo próximo de 240 mil dólares para enviar as cinzas de Roddenberry ao espaço, algo que tinha o apoio dos fãs, porém acabou desistindo; suas cinzas finalmente chegariam ao espaço em 1997. O começo do longa inclui uma nota em memória de Roddenberry, que foi muito aplaudida por fãs em pré-estreias. Apesar dos produtores terem começado os trabalhos em The Undiscovered Country antecipando que seria o último filme da franquia, pela época da estreia estava óbvio que não demoraria muito para um sétimo longa tornar-se realidade. O elenco estava dividido sobre a possibilidade de uma sequência: Shatner, Nimoy e Kelley afirmaram que este seria seu último, porém o elenco coadjuvante defendia muito outro filme. Posteriormente chegou-se ao consenso que o próximo título seria estrelado pelo elenco de The Next Generation.
The Undiscovered Country estreou em 1.804 cinemas na América do Norte e arrecadou 18.162.837 de dólares no fim de semana de estreia, um lançamento recorde para a franquia e o filme de maior bilheteria naquele fim de semana. O filme acabou arrecadando 74.888.996 de dólares na América do Norte, alcançando um total mundial de 96.888.996 de dólares. Ele tornou-se um dos maiores sucessos de 1991, um ano em que a indústria do cinema dos Estados Unidos sofreu de maneira geral com resultados decepcionantes nas bilheterias. O longa foi indicado em duas categorias no Oscar 1992: George Watters II e F. Hudson Miller em Melhor Edição de Efeitos Sonoros e Michael M. Mills, Edward French e Richard Snell em Melhor Maquiagem. The Undiscovered Country venceu o Prêmio Saturno de Melhor Filme de Ficção Científica, o único longa de Star Trek a vencer o prêmio. A romantização escrita por J. M. Dillard também foi um sucesso comercial, alcançando a lista de mais vendidos da Publishers Weekly.

### Crítica
The Undiscovered Country teve uma recepção muito mais positiva por parte dos críticos e do público do que The Final Frontier. O agregador de resenhas Rotten Tomatoes indica um índice de aprovação de 84% e uma nota média de 6,8/10 baseado em cinquenta resenhas, com o consenso sendo: "The Undiscovered Country é uma forte despedida cinematográfica para a tripulação original de Trek, possuindo visuais notáveis e um intrigante enredo de mistério movido pelos personagens". Já no Metacritic, que cria uma nota a partir de uma média aritmética ponderada, o filme tem uma aprovação de 65/100 a partir de dezoito resenhas.
D. McConnell do Herald Sun escreveu que "aqueles que acharam The Final Frontier cheio de gravidade emocional e espiritualismo exacerbado [dão boas vindas] à sequência com seu suspense, ação e bom humor sutil". Os diálogos e gracejos foram considerados pontos fortes pelos críticos; Janet Maslin do The New York Times afirmou que "Star Trek VI é certamente colorido, porém ainda mais de suas cores vem das conversas, que podem tomar algumas viradas divertidamente floridas". Hal Hinson do The Washington Post comentou que Meyer foi "capaz de transmitir seu material sem barateá-lo ou perturbar nossa crença na realidade de sua narração", dizendo que as piadas de uma frase eram uma parte orgânica do "espírito jocoso e irônico" do longa. Susan Wloszczyna do USA Today disse que "esta missão acerta em quase tudo – desde o aceno ao falecido criador Gene Roddenberry até as piadas internas sobre a reputação de Kirk como um imã de beldades alienígenas", tudo isso por meio da direção de Meyer.
A atuação do elenco principal foram recebidas de forma dividida. Lloyd Miller do St. Petersburg Times comentou que os atores "retornaram para seus papéis originais com um vigor e perspicácia não vistos em episódios anteriores da série de filmes". Rob Salem do Toronto Star escreveu que apesar do atores parecerem bobos em algumas ocasiões, isto era na verdade um benefício: "enquanto sua capacidade para a ação diminuiu, seus talentos cômicos floresceram [...] todos se tornaram mestres da auto-paródia auto-depreciativa". Matthew Gilbert do The Boston Globe afirmou que as interpretações eram "fotocópias" dos filmes anteriores: "Shatner e Nimoy são respeitáveis, mas falta energia. Não há mais para onde ir com seus papéis e eles sabem disso. DeForest Kelley está estranhamente fora". As interpretações de Plumer e Warner foram bem recebidas, com Maslin escrevendo que "é uma realização notável sempre que um ator habilidoso [...] consegue emergir com a personalidade intacta de trás de toda essa [maquiagem]". Os outros personagens coadjuvantes receberam elogios semelhantes. H. J. Kirchhoff do The Globe and Mail disse que os atores convidados juntaram-se à "diversão de família" do filme como "caras bons e maus excêntricos, exóticos e pitorescos". Uma resenha retrospectiva por Sean Jordan da Cinefantastique em 2004 considerou que The Undiscovered Country teve o melhor elenco convidado já reunido em um longa de Star Trek.
A alegoria da Guerra Fria e os aspectos "quem matou?" da história foram recebidos de forma menos positiva. Mary Boson do The Sydney Morning Herald considerou "oportunas" as comparações com o mundo real, elogiando o enredo por explorar as reações daqueles que investiram em uma vida de beligerância. David Sterritt do The Christian Science Monitor achou que o filme desviou-se da intrigante alegoria da Guerra Fria e chegou em resultados insatisfatórios. Gary Arnold do The Washington Times afirmou que o subenredo em Rura Penthe ofereceu "uma distração cênica sem contribuir significantemente para a crise do quem matou [...] O crime por si só prometia um aspecto 'contido' que nunca é adequadamente elaborado [...] Você espera por uma solução inteligentemente fabricada". Arnold achou que os cineastas diminuíram o suspense ao se afastaram de procura da Enterprise em vez de desenvolverem seu mistério. Brian Lowry da Variety sentiu que Rura Penthe arrastou o ritmo do filme e que Meyer prestou tanta atenção para piadas de uma frase que existia uma falta de tensão na história, uma reclamação também expressada por John Hartl do The Seattle Times.
Os efeitos especiais foram tanto elogiados quanto criticados. Wloszczyna escreveu que eram "apenas prestáveis", porém comentou que a sequência de assassinato em gravidade zero era "deslumbrante", com "sangue fúcsia espirrando em bolhas estilo Dalí". Desson Howe do The Washington Post afirmou que "o sangue derramado dos klingons flutua no ar em glóbulos roxos estranhamento bonitos; é a era do espaço de Sam Peckinpah". Maslin achou que os efeitos eram espalhafatosos, porém elogiou os cineastas por "tentaram fazer com que seus personagens de outro mundo parecessem estranhos".

### Home video
The Undiscovered Country foi lançado em julho de 1992 nos formatos VHS e LaserDisc panorâmico e pan e scan; este lançamento adicionava alguns minutos de cenas extras ao longa. A Paramount seguiu a onda da época nas vendas e aluguéis de filmes em supermercados e assim ofereceu descontos na compra de The Undiscovered Country por meio de caixas de cereais Kellogg's. A versão em LaserDisc foi o décimo longa-metragem mais vendido de 1992 no mercado de home video norte-americano. O filme foi depois lançado em DVD em 1999 com o mesmo corte estendido de anteriormente, porém sem nenhum conteúdo extra.
O longa foi relançado em DVD em 2004 como uma "Edição Especial de Colecionador" em dois discos contendo vários materiais extras, como uma faixa de comentários em áudio com Meyer e Flinn, uma faixa de comentários em texto por Michael Okuda, documentários de bastidores e uma homenagem a Kelley. Meyer realizou certas mudanças no longa para o relançamento; apesar de afirmar que não gostava de "cortes do diretor", ele mesmo assim considerou que existiam "alguns momentos que eu achei que não estavam claros", reeditando-os porque "Eu repentinamente vi como deixá-los claros". Dentre os elementos adicionados estavam uma reunião entre o presidente da Federação, o almirante Cartwright e o coronel West sobre seu plano de resgate de Kirk e McCoy, além de uma cena em que Spock e Scott inspecionam os torpedos da Enterprise. Algumas imagens foram reordenadas ou substituídas, com planos abertos sendo colocados no lugar de fechados e vice-versa.
O corte de cinema The Undiscovered Country foi lançado em Blu-ray em maio de 2009 junto com os outros cinco filmes estrelados com o elenco da série original a fim de coincidir com a estreia nos cinemas do filme Star Trek. Ele foi vendido individualmente ou junto com os outros longas em um pacote chamado Star Trek: Original Motion Picture Collection. O longa foi remasterizado em 1080p e com áudio Dolby TrueHD 7.1 com a aprovação de Meyer, contendo todos os extras do DVD de 2004 mais novos documentários de bastidores e uma faixa de comentários em áudio com Larry Nemecek e Ira Steven Behr. A versão Blu-ray também foi incluída em setembro de 2013 no pacote especial Star Trek: Stardate Collection que vinha com todos os primeiros dez filmes da franquia.